# U-567 (tàu ngầm Đức)
U-567 là một tàu ngầm tấn công  Lớp Type VII thuộc phân lớp Type VIIC được Hải quân Đức Quốc Xã chế tạo trong Chiến tranh Thế giới thứ hai. Nhập biên chế năm 1941, nó đã thực hiện được ba chuyến tuần tra và đánh chìm được hai tàu buôn với tổng tải trọng 6.809 GRT. Trong chuyến tuần tra cuối cùng, U-567 bị các tàu sà lúp HMS Deptford và tàu corvette HMS Samphire của Hải quân Hoàng gia Anh đánh chìm trong Đại Tây Dương vào ngày 21 tháng 12, 1941.

## Thiết kế và chế tạo

### Thiết kế

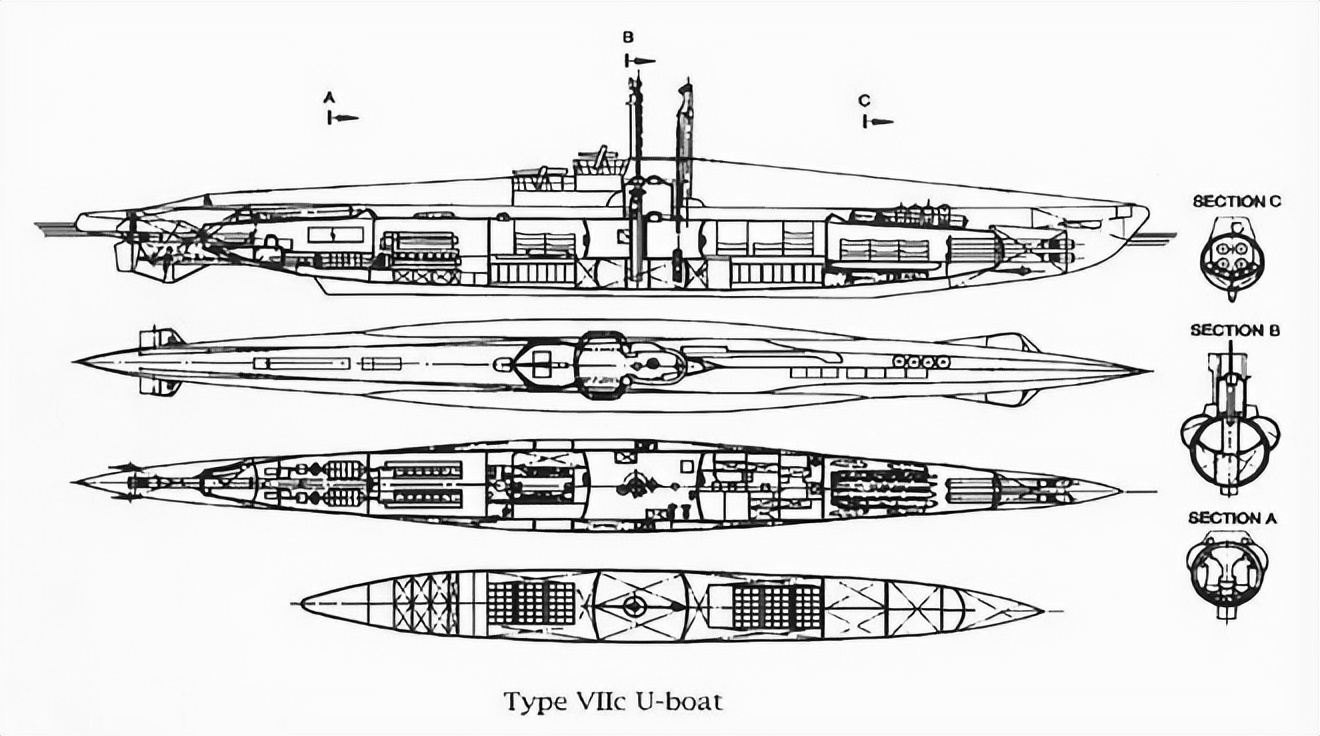
Sơ đồ các mặt cắt một tàu ngầm Type VIIC

Phân lớp VIIC của Tàu ngầm Type VII là một phiên bản VIIB được kéo dài thêm. Chúng có trọng lượng choán nước 769 t (757 tấn Anh) khi nổi và 871 t (857 tấn Anh) khi lặn). Con tàu có chiều dài chung 67,10 m (220 ft 2 in), lớp vỏ trong chịu áp lực dài 50,50 m (165 ft 8 in), mạn tàu rộng 6,20 m (20 ft 4 in), chiều cao 9,60 m (31 ft 6 in) và mớn nước 4,74 m (15 ft 7 in).
Chúng trang bị hai động cơ diesel Germaniawerft F46 siêu tăng áp 6-xy lanh 4 thì, tổng công suất 2.800–3.200 PS (2.100–2.400 kW; 2.800–3.200 bhp), dẫn động hai trục chân vịt đường kính 1,23 m (4,0 ft), cho phép đạt tốc độ tối đa 17,7 kn (32,8 km/h), và tầm hoạt động tối đa 8.500 nmi (15.700 km) khi đi tốc độ đường trường 10 kn (19 km/h). Khi đi ngầm dưới nước, chúng sử dụng hai động cơ/máy phát điện Garbe, Lahmeyer & Co. RP 137/c  tổng công suất 750 PS (550 kW; 740 shp). Tốc độ tối đa khi lặn là 7,6 kn (14,1 km/h), và tầm hoạt động 80 nmi (150 km) ở tốc độ 4 kn (7,4 km/h). Con tàu có khả năng lặn sâu đến 230 m (750 ft).
Vũ khí trang bị có năm ống phóng ngư lôi 53,3 cm (21 in), bao gồm bốn ống trước mũi và một ống phía đuôi, và mang theo tổng cộng 14 quả ngư lôi, hoặc tối đa 22 quả thủy lôi TMA, hoặc 33 quả TMB. Tàu ngầm Type VIIC bố trí một hải pháo 8,8 cm SK C/35 cùng một pháo phòng không 2 cm (0,79 in) trên boong tàu. Thủy thủ đoàn bao gồm 4 sĩ quan và 40-56 thủy thủ.

### Chế tạo
U-567 được đặt hàng vào ngày 24 tháng 10, 1939, và được đặt lườn tại xưởng tàu của hãng Blohm & Voss ở Hamburg vào ngày 27 tháng 4, 1940. Nó được hạ thủy vào ngày 6 tháng 3, 1941, và nhập biên chế cùng Hải quân Đức Quốc Xã vào ngày 24 tháng 4, 1941 dưới quyền chỉ huy của Hạm trưởng, Đại úy Hải quân Theodor Fahr.

## Lịch sử hoạt động
Sau khi hoàn tất việc huấn luyện trong thành phần Chi hạm đội U-boat 3, U-567 tiếp tục phục vụ cùng đơn vị này để hoạt động trên tuyến đầu, trước khi được điều sang Chi hạm đội U-boat 8 từ ngày 1 tháng 11, 1941 cho đến khi bị mất.

### Chuyến tuần tra thứ nhất
U-567 khởi hành từ cảng Trondheim, Na Uy vào ngày 5 tháng 8, 1941 cho chuyến tuần tra đầu tiên trong chiến tranh. Nó băng qua khe GI-UK giữa Iceland và quần đảo Faroe để vòng qua quần đảo Anh và hoạt động tại khu vực Đại Tây Dương về phía Tây Ireland (Khu vực Tiếp cận phía Tây). Tại đây vào ngày 3 tháng 9, nó phóng ngư lôi đánh chìm chiếc tàu buôn Anh Fort Richepanse 3.485 GRT ở vị trí về phía Tây Ireland, tại tọa độ 52°15′B 21°10′T / 52,25°B 21,167°T. Chiếc tàu ngầm kết thúc chuyến tuần tra tại cảng St. Nazaire bên bờ Đại Tây Dương của Pháp đã bị Đức chiếm đóng, đến nơi vào ngày 12 tháng 9.

### Chuyến tuần tra thứ hai
Sau khi quyền chỉ huy con tàu được chuyển giao cho Đại úy Hải quân Engelbert Endrass vào ngày 15 tháng 10, U-567 xuất phát từ cảng St. Nazaire vào ngày 25 tháng 10 cho chuyến tuần tra thứ hai để lại hoạt động tại Khu vực Tiếp cận phía Tây. Nó không đánh chìm được mục tiêu nào, và quay trở lại căn cứ St. Nazaire vào ngày 26 tháng 11.

### Chuyến tuần tra thứ ba – Bị mất
U-567 lại khởi hành từ cảng St. Nazaire vào ngày 18 tháng 12 cho chuyến tuần tra thứ ba, cũng là chuyến cuối cùng, để hoạt động tại khu vực giữa Đại Tây Dương.  Nó đã tấn công Đoàn tàu HG-76 ở vị trí về phía Đông Bắc quần đảo Azores vào ngày 21 tháng 12, và đã đánh chìm được tàu buôn Na Uy Annavore 3.324 GRT tại tọa độ 43°55′B 19°50′T / 43,917°B 19,833°T. Chỉ ba giờ sau đó, khi tìm cách tiếp tục tấn công đoàn tàu, chiếc tàu ngầm bị các tàu sà lúp HMS Deptford và tàu corvette HMS Samphire của Hải quân Hoàng gia Anh thả mìn sâu đánh chìm tại tọa độ 44°02′B 20°10′T / 44,033°B 20,167°T. Toàn bộ 49 thành viên thủy thủ đoàn của U-567 đều đã tử trận.

### "Bầy sói" tham gia
U-567 từng tham gia năm bầy sói:
- Grönland (10 – 23 tháng 8, 1941)
- Kurfürst (23 tháng 8 – 2 tháng 9, 1941)
- Seewolf (2 – 9 tháng 9, 1941)
- Stosstrupp (30 tháng 10 – 4 tháng 11, 1941)
- Störtebecker (15 – 24 tháng 11, 1941)

### Tóm tắt chiến công
U-567 đã đánh chìm được hai tàu buôn tổng tải trọng 6.809 GRT:
| Ngày              | Tên tàu         | Quốc tịch      | Tải trọng | Số phận      |
| ----------------- | --------------- | -------------- | --------- | ------------ |
| 3 tháng 9, 1941   | Fort Richepanse | United Kingdom | 3.485     | Bị đánh chìm |
| 21 tháng 12, 1941 | Annavore        | Norway         | 3.324     | Bị đánh chìm |